# Liste des ambassadeurs du Maroc au Royaume-Uni
L'ambassadeur du Maroc au Royaume-Uni, est le plus haut représentant diplomatique du Maroc dans le Royaume-Uni.

## Chefs de mission
| #  | Ambassadeur                                           | Titre       | Date de la nomination | Monarques du Maroc            | Monarques de Grande-Bretagne |
| -- | ----------------------------------------------------- | ----------- | --------------------- | ----------------------------- | ---------------------------- |
| 1  | Rais Merzouk Ahmed Benkacem                           | Ambassadeur | 1588                  | Ahmad al-Mansur               | Elizabeth I                  |
| 2  | Caid Ahmed ben Adel                                   | Ambassador  | 1595                  | Ahmad al-Mansur               | Elizabeth I                  |
| 3  | Abd el-Ouahed ben Messaoud Anoun                      | Ambassadeur | 1600                  | Ahmad al-Mansur               | Elizabeth I                  |
| 4  | Pasha Ahmed Benabdellah                               | Envoyé      | 1628                  | Abd al-Malik II               | Charles I                    |
| 5  | Général Jawdar Ben Abdellah                           | Ambassadeur | 1637                  | Mohammed esh-Sheikh es-Seghir | Charles I                    |
| 6  | Caid Mohamed Benaskar                                 | Ambassadeur | 1638                  | Mohammed esh-Sheikh es-Seghir | Charles I                    |
| 7  | Robert Blake                                          | Envoyé      | 1639                  | Mohammed esh-Sheikh es-Seghir | Charles I                    |
| 8  | Abdelkrim Annaksis                                    | Envoyé      | 1657                  | Muhammad al-Hajj ad-Dila'i    | Charles II                   |
| 9  | Mohamed Ben Haddou                                    | Ambassadeur | 1681                  | Ismaïl                        | Charles II                   |
| 10 | Abdellah Benaïcha                                     | Ambassadeur | 1685                  | Ismaïl                        | Charles II                   |
| 11 | Haim Toladano                                         | Ambassadeur | 1691                  | Ismaïl                        | Guillaume III & Marie II     |
| 12 | Mohamed Cardenas                                      | Envoyé      | 1700                  | Ismaïl                        | Guillaume III                |
| 13 | Haj Ali Saban                                         | Envoyé      | 1700                  | Ismaïl                        | Guillaume III                |
| 14 | Joseph Diaz                                           | Ambassadeur | 1700                  | Ismaïl                        | Anne                         |
| 15 | Ahmed ben Ahmed Cardenas                              | Ambassadeur | 1706                  | Ismaïl                        | Anne                         |
| 16 | Bentura de Zarl                                       | Envoyé      | 1710                  | Ismaïl                        | Anne                         |
| 17 | Abdelkader Perez                                      | Ambassadeur | 1723                  | Ismaïl                        | George I                     |
| 18 | Mohammed Ben Ali Abgali                               | Ambassadeur | 1725                  | Ismaïl                        | George I                     |
| 19 | Abdelkader Perez                                      | Ambassadeur | 1737                  | Mohammed II                   | George I                     |
| 20 | Abdekader Adiel                                       | Ambassadeur | 1762                  | Mohammed III                  | George III                   |
| 21 | Admiral el-Arbi ben Abdellah ben Abu Yahya al-Mestiri | Ambassadeur | 1766                  | Mohammed III                  | George III                   |
| 22 | Jacob Benider                                         | Ambassadeur | 1772                  | Mohammed III                  | George III                   |
| 23 | Sidi Taher ben Abdelhaq Fennish                       | Ambassadeur | 1773                  | Mohammed III                  | George III                   |
| 24 | Mas'ud de la Mar                                      | Envoyé      | 1781                  | Mohammed III                  | George III                   |
| 25 | Meir ben Maqnin                                       | Ambassadeur | 1827                  | Abd ar-Rahman                 | George IV                    |
| 26 | al-Amin Said Mohammed ash-Shami                       | Ambassadeur | 1860                  | Mohammed IV                   | Victoria                     |
| 27 | Haj Mohammed Zebdi                                    | Ambassadeur | 1876                  | Hassan I                      | Victoria                     |
| 28 | Mohammed Ben Abdellah Ben Abdelkrim as-Saffar         | Ambassadeur | 1880                  | Hassan I                      | Victoria                     |
| 29 | Prince Moulay Mohammed                                | Ambassadeur | 1897                  | Abd al-Aziz                   | Victoria                     |
| 30 | al-Mehdi el-Mnebhi                                    | Ambassadeur | 1901                  | Abd al-Aziz                   | Edouard VII                  |
| 31 | Pasha Abderrahmane Ben Abdessadek Errifi              | Ambassadeur | 1902                  | Abd al-Aziz                   | Edouard VII                  |
| 32 | Tahar ben al-Amine                                    | Ambassadeur | 1909                  | Abd al-Hafid                  | Edouard VII                  |
| 33 | Prince Moulay Hassan ben Mehdi Alaoui                 | Ambassadeur | 1957                  | Mohamed V                     | Élisabeth II                 |
| 34 | Lalla Aicha                                           | Ambassadeur | 1965                  | Hassan II                     | Élisabeth II                 |
| 35 | Mohammed Laghzaoui                                    | Ambassadeur | 1969                  | Hassan II                     | Élisabeth II                 |
| 36 | Thami Ouazzani                                        | Ambassadeur | 1971                  | Hassan II                     | Élisabeth II                 |
| 37 | Abdallah Chorfi                                       | Ambassadeur | 1973                  | Hassan II                     | Élisabeth II                 |
| 38 | Badreddine Senoussi                                   | Ambassadeur | 1976                  | Hassan II                     | Élisabeth II                 |
| 39 | Abdellatif Filali                                     | Ambassadeur | 1980                  | Hassan II                     | Élisabeth II                 |
| 40 | Mehdi Benabdeljalil                                   | Ambassadeur | 1981                  | Hassan II                     | Élisabeth II                 |
| 41 | Abdeslam Zenined                                      | Ambassadeur | 1987                  | Hassan II                     | Élisabeth II                 |
| 42 | Khalid Haddaoui                                       | Ambassadeur | 1991                  | Hassan II                     | Élisabeth II                 |
| 43 | Mohammed Belmahi                                      | Ambassadeur | 1999                  | Mohamed VI                    | Élisabeth II                 |
| 44 | Lalla Joumala Alaoui                                  | Ambassadeur | 2007                  | Mohamed VI                    | Élisabeth II                 |
| 45 | Abdesselam Aboudrar                                   | Ambassadeur | 2016                  | Mohamed VI                    | Élisabeth II                 |

Source: 

## Galerie

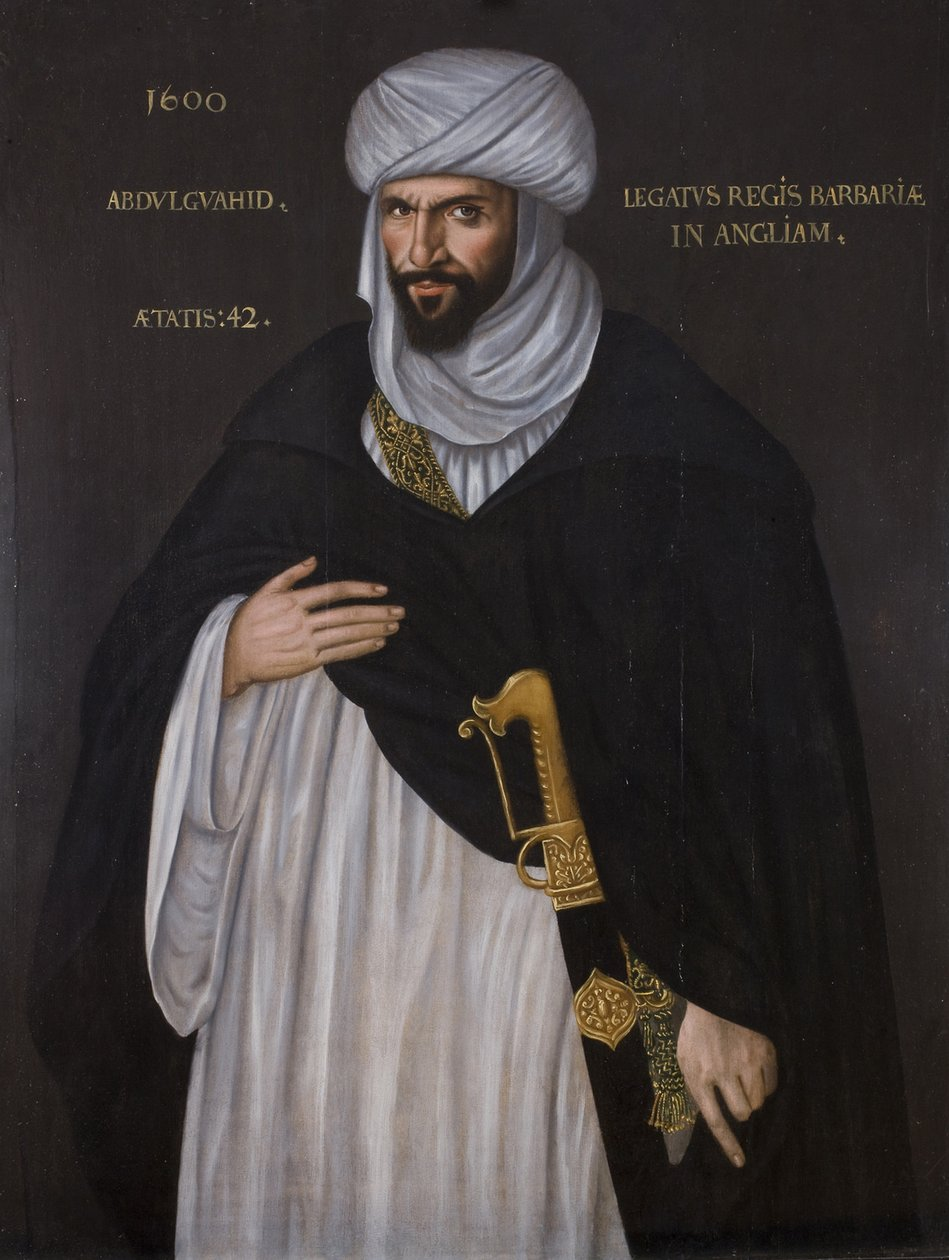
Abd el-Ouahed ben Messaoud Anoun, vers 1600.
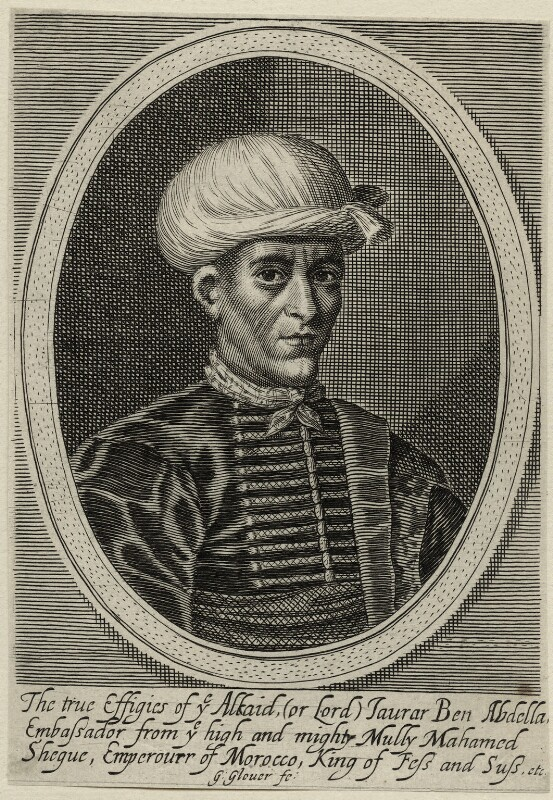
L'ambassadeur Jawdar Ben Abdellah, 1637.
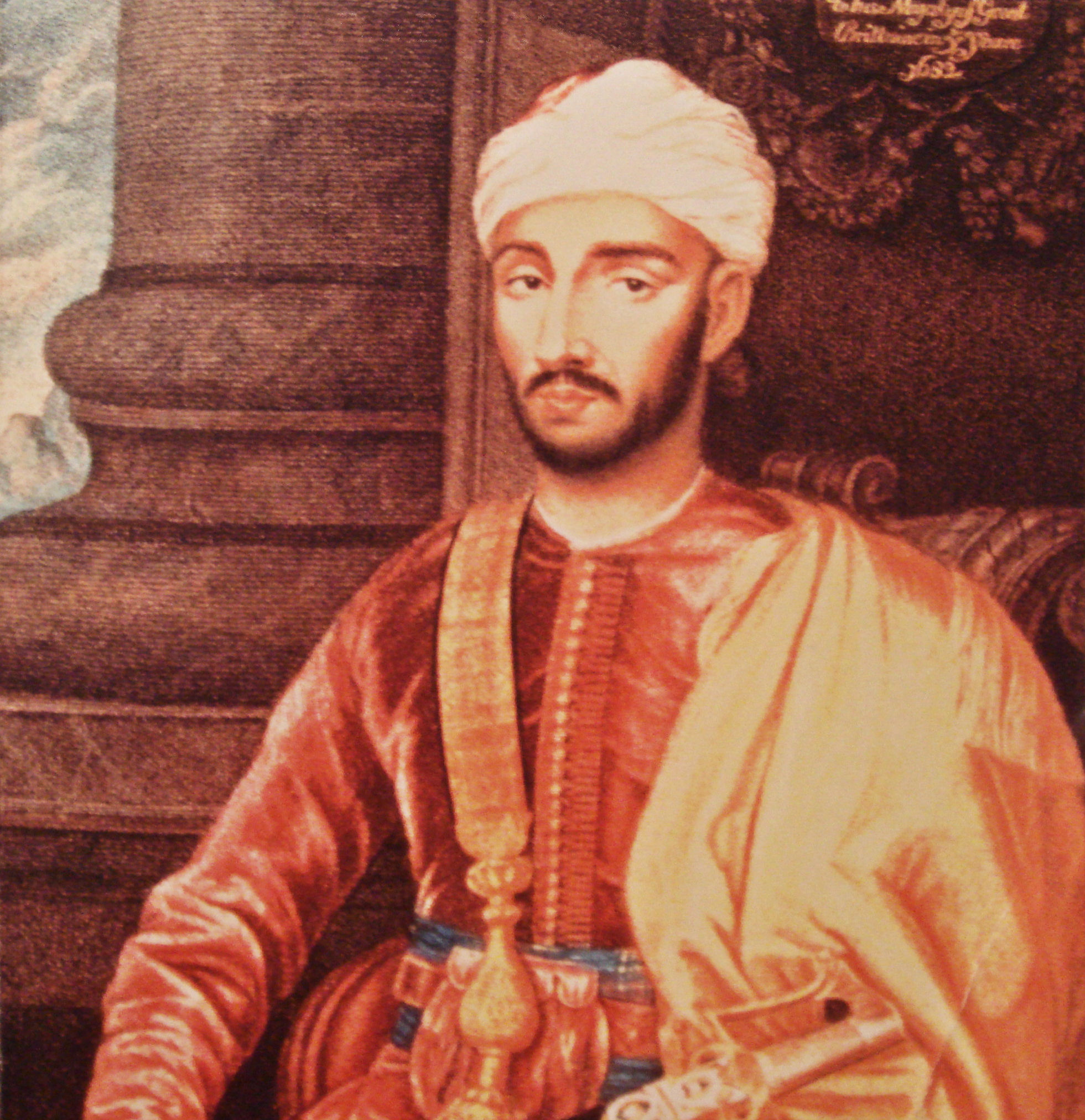
Mohamed ben Haddou, ambassadeur en Grande-Bretagne, 1682.
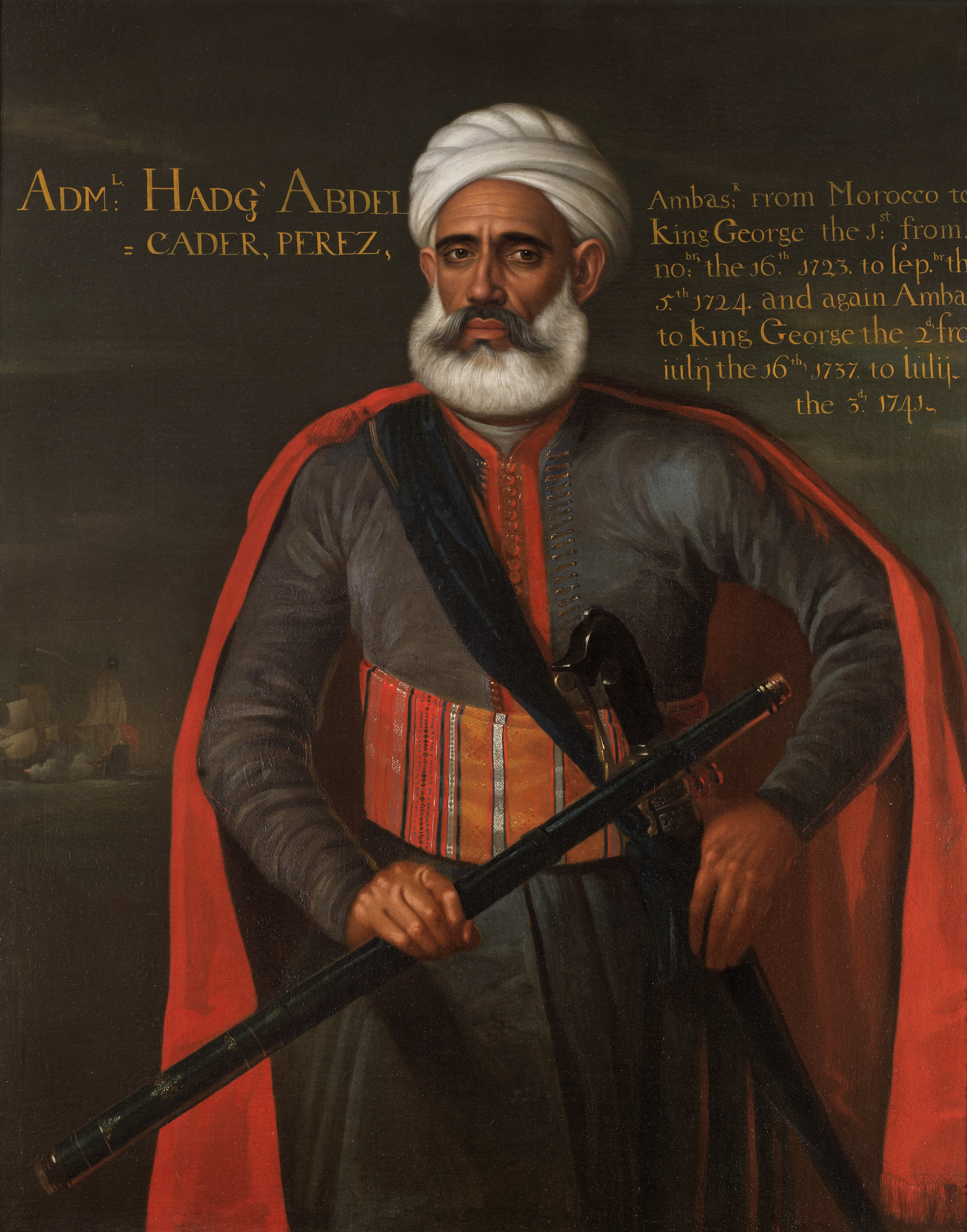
L'ambassadeur amiral Abdelkader Perez a été envoyé par Ismaïl ben Chérif en Angleterre en 1723.
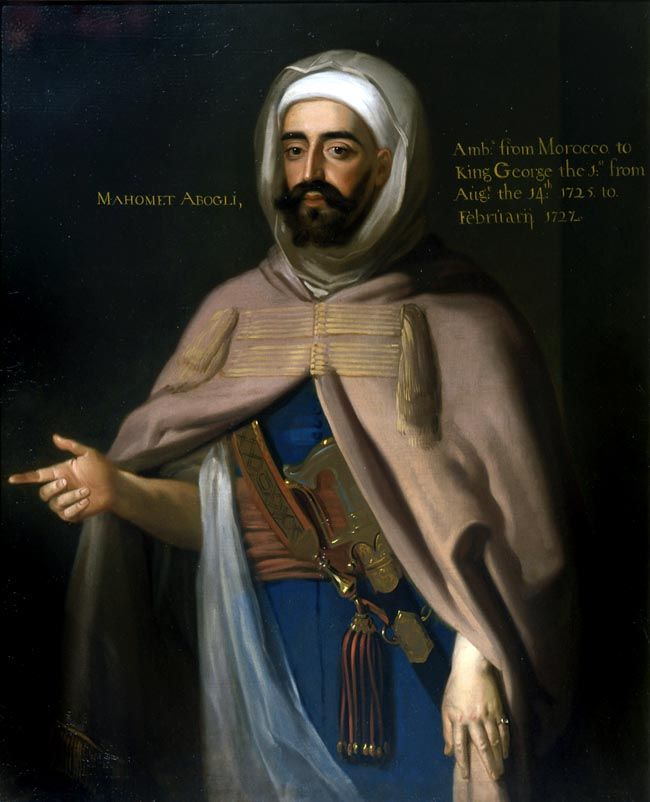
L'ambassadeur Mohammed Ben Ali Abgali, 1725.
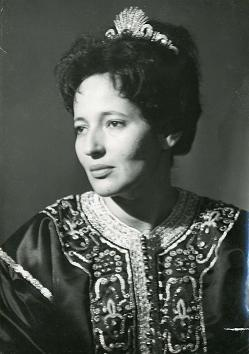
Princesse Lalla Aïcha
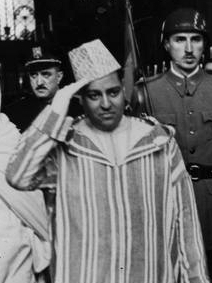
Le prince Moulay Hassan Ben El Mehdi.
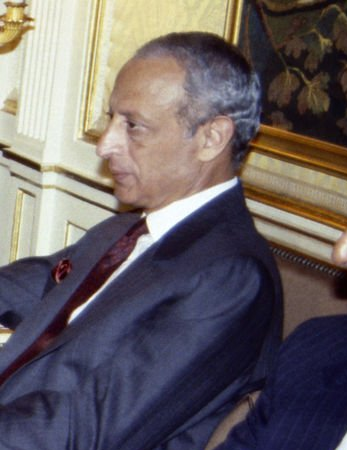
Abdelatif Filali ministre des affaires étrangères du Maroc.
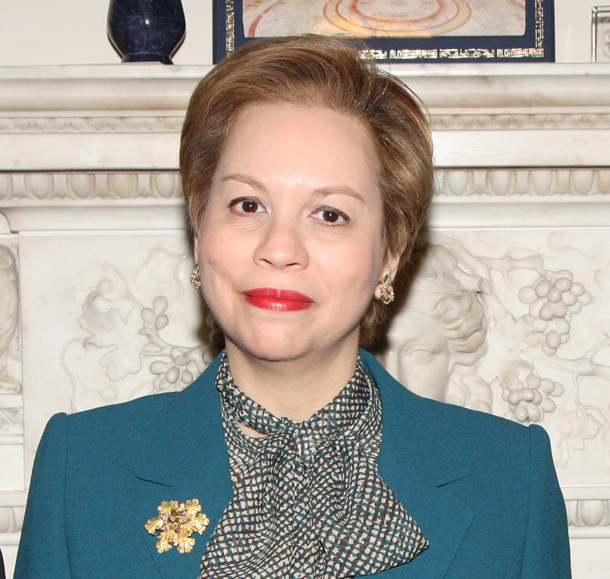
Lalla Joumala Alaoui/